# Aclonophlebia flavinotata
Aclonophlebia flavinotata is een vlinder uit de familie spinneruilen (Erebidae), onderfamilie donsvlinders (Lymantriinae). De wetenschappelijke naam van deze soort is voor het eerst geldig gepubliceerd in 1898 door Butler.
De soort komt voor in tropisch Afrika.